# Ichthyodes rosselli
Ichthyodes rosselli är en skalbaggsart som beskrevs av Stefan von Breuning 1970. Ichthyodes rosselli ingår i släktet Ichthyodes och familjen långhorningar. Inga underarter finns listade i Catalogue of Life.